# Focus (groupe)
Pour les articles homonymes, voir Focus.
Focus est un groupe néerlandais de rock progressif. Il est principalement actif dans les années 1970, mené par Thijs van Leer et Jan Akkerman. Leur musique est essentiellement instrumentale, même si Thijs van Leer a chanté sur Hocus Pocus, leur meilleure vente de disques et leur chanson la plus populaire.

## Historique
Focus, formé en 1969, sort son premier album Focus Plays Focus en 1970. Il est peu remarqué en dehors des Pays-Bas. En 1971, il publie son second album, Moving Waves, qui atteint la neuvième place des charts américains avec le tube Hocus Pocus. En septembre, Havermans quitte le groupe et est remplacé par Bert Ruiter (il sort un album solo, Cyril, en 1973, où il est accompagné par ses trois anciens camarades de Focus). Le double album Focus III, qui sort en 1972, comporte le second succès radiophonique du groupe, Sylvia, qui atteint la quatrième place des UK Singles Charts.
Le groupe joue souvent au festival de Reading et au Marquee Club. Fin 1972, Focus est élu « meilleur espoir » par les lecteurs du New Musical Express. Quelques mois plus tard, les lecteurs du Melody Maker nomment Jan Akkerman « meilleur guitariste du monde ». L'âge d'or de Focus se termine en 1975 avec Mother Focus, grande déception. Akkerman quitte la formation début 1976. Le groupe décline malgré le recrutement de Philip Catherine, guitariste belge. En 1978, le groupe sort l'album Focus Con Proby avec le chanteur américain P. J. Proby
En 2001, Thijs van Leer reforme Focus avec Bobby Jacobs à la basse, le guitariste Jan Dumée et le batteur Ruben van Roon. Ce dernier est rapidement remplacé par Bert Smaak. Le groupe sort Focus 8 en 2002.
En 2004, Pierre van der Linden remplace Bert Smaak à la batterie. À cause de « discordances musicales », Jan Dumée est exclu du groupe en 2006 (il forme le groupe On the Rocks avec le chanteur britannique John Lawton, ex-membre d'Uriah Heep et de Lucifer's Friend). La même année, le groupe sort Focus 9 / New Skin, sur le label Red Bullet, qui possède actuellement les droits sur l'ensemble du catalogue de Focus. En juillet 2006, Niels van der Steenhoven rejoint le groupe et le CD de Focus 9 / New Skin CD est ré-enregistré.
En décembre 2016, Udo Pannekeet remplace Jacobs à la basse. Focus joue à son second festival Cruise to the Edge en février 2017. La formation comprend Dumée à la guitare, remplaçant Gootjes qui était trop malade pour jouer. Entre mars et octobre 2017, Focus tourne en Europe.

## Membres

### Membres actuels
- Thijs van Leer - claviers (essentiellement orgue Hammond), flûte traversière, chant (1969–1978, 1990, 1999, depuis 2001)
- Pierre van der Linden - batterie (1970–1973, 1975, 1990, depuis 2004)
- Menno Gootjes - guitare (depuis 2010)
- Bobby Jacobs - basse (depuis 2001)

### Anciens membres
- Jan Akkerman - guitare (1969–1977, 1990)
- Hans Cleuver - batterie (1969–1970, 1999)
- Martin Dresden - basse (1969–1970)
- Cyril Havermans - basse (1970–1971)
- Bert Ruiter - basse (1971–1978, 1990, 1999)
- Colin Allen - batterie (1974–1975)
- David Kemper - batterie (1975–1978)
- Philip Catherine - guitare (1977–1978)
- Steve Smith - batterie (1978)
- Eef Albers - guitare (1978)
- P. J. Proby - chant (1978)
- Jan Dumée - guitare (2001–2006)
- Ruben van Roon - batterie (2001)
- Bert Smaak - batterie (2001–2004)
- Niels van der Steenhoven - guitare, chant (2006–2010)

## Discographie
- 1970 : In and Out of Focus (ou Focus Plays Focus)
- 1971 : Moving Waves (ou Focus II)
- 1972 : Focus 3
- 1973 : At the Rainbow (en concert)
- 1974 : Hamburger Concerto
- 1975 : Mother Focus
- 1976 : Ship of Memories (compilation de morceaux inédits)
- 1978 : Focus Con Proby
- 2002 : Focus 8
- 2004 : Live at the BBC (enregistrement en direct à la BBC)
- 2006 : Focus 9 / New Skin
- 2012 : Focus X
- 2014 : Golden Oldies (compilation)
- 2016 : Focus 8.5 / Beyond the Horizon
- 2017 : The Focus Family Album (compilation de morceaux inédits et versions alternatives)
- 2019 : Focus XI
- 2024 : Focus 12